# 贡贝黑猩猩战争
贡贝黑猩猩战争（也被称作贡贝“四年战争”），从1974年持续到1978年，是发生在坦桑尼亚貢貝溪國家公園两个黑猩猩族群之间的一起暴力冲突。交战双方分别为卡萨克拉族群和卡哈马族群，两者分别占据国家公园的北部和南部。这两个族群原本属于一个统一的族群，但到1974年，观察这一族群的研究员珍·古道尔首次发现这群黑猩猩分化为了南北两派。后来对古道尔的记录的模拟分析显示早在1971年原有的族群便已分裂。
南部的卡哈马族群由六只成年雄性个体（其中三只被古道尔称为“胡戈”、“查理”和“歌利亚”），三只成年雌性个体及其幼仔，以及一只青少年时期的雄性个体（被称为“斯尼夫”）构成。

## 战争始末
两族群之间的首次冲突在1974年1月7日爆发，此时一个由六只卡萨克拉族群的成年雄性黑猩猩组成的团伙袭击并杀害了一只属于卡哈马族群的幼年雄性个体“戈迪”，当时戈迪正在树上进食。这也是第一次有黑猩猩被发现故意杀害一只同类。
在接下来的四年中，卡哈马族群的所有六只成年雄性个体均被卡萨克拉族群的雄性消灭。而在卡哈马族群的雌性中，一只被杀，一只失踪，一只被卡萨克拉族群的雄性殴打，并被其掳掠。卡萨克拉族群随后占据了卡哈马族群先前的领地。
然而卡萨克拉族群并未能永久占有这片领地；卡哈马族群被消灭后，卡萨克拉族群的领地直接与另一个黑猩猩族群卡兰德族群接壤。慑于卡兰德族群在实力和黑猩猩数占据上风的形势，在双方边界上的几场遭遇战后，卡萨克拉族群便很快放弃了新近获得的领地。

## 对古道尔的影响
这场战争的爆发给古道尔带来了令她不安的震撼，古道尔先前认为黑猩猩虽然与人类相似，但在其行为上“应当较‘好’一些”。贡贝战争的暴力，以及在1975年观察到的黑猩猩族群内部一个高阶雌性个体的食仔癖情况，使古道尔第一次见识到黑猩猩行为的“黑暗面”。这被揭露出来的黑暗面给古道尔的心理带来极大冲击，她在回忆录《通过一扇窗：我与贡贝黑猩猩的三十年》（Through a Window: My Thirty Years with the Chimpanzees of Gombe）中写道：
多年来我一直在挣扎着接受这个新知识。当我在夜里醒来时，恐怖的画面时常在我脑海中突然浮现——撒旦（一只黑猩猩）将他的手窝成杯状置于斯尼夫的下巴下面，以承接从斯尼夫的伤口中涌出的鲜血来饮用；平日颇为和善的老鲁道夫起身将一块四磅重的巨石砸向戈迪正在俯卧的身躯；约米奥从戴的大腿处撕下一条皮肤；费甘，一遍又一遍地追逐并击打着歌利亚孱弱而不断颤抖的身体，而后者正是前者的童年英雄之一……

## 影响

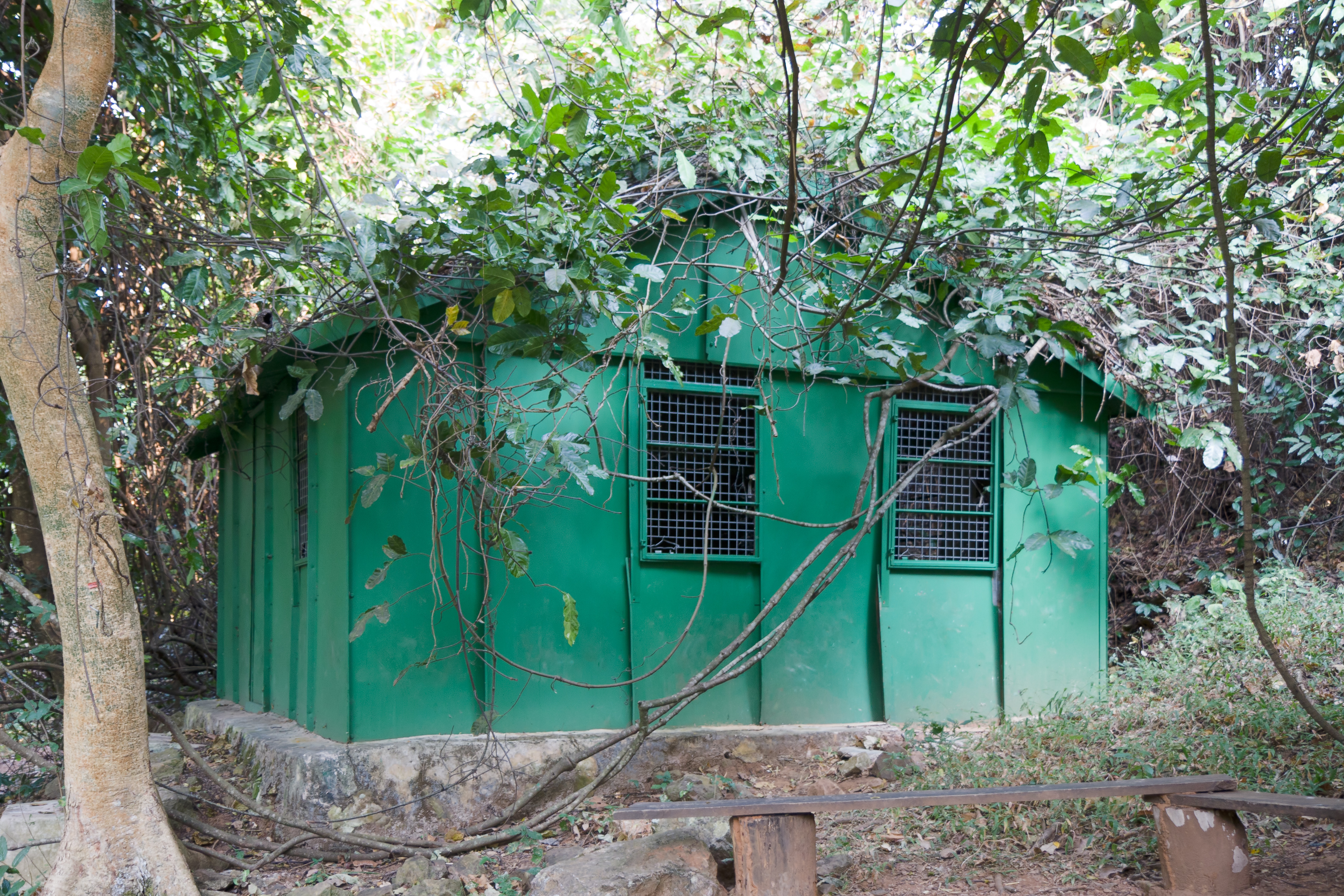
喂养站，古道尔曾于此喂养贡贝黑猩猩

当古道尔报告关于贡贝战争的事情时，他对一场黑猩猩之间自然发生的战争的描述并未被普遍接受。那个时候，关于人类和动物行为的科学模型之间绝无瓜葛。一些科学家指责她持有极度的擬人化倾向；其他人则认为，是古道尔自身的存在，和她对黑猩猩的喂养，导致了一场暴力冲突在一个自然条件下和谐的动物社会中发生。但是，后来有使用较少干预性手段的研究表明，黑猩猩族群之间即使在自然条件下也会彼此交战。

## 脚注参考
1. 1 2  Goodall 2010, p. 121
2. 1 2  Goodall 2010, p. 120
3. ↑  Barras, Colin. . New Scientist. 7 May 2014  [11 June 2014]. （原始内容存档于2015-07-05）.
4. 1 2  Morris, p. 288
5. 1 2 3  Morris, p. 289
6. 1 2  Goodall 2010, pp. 129–130
7. 1 2  Goodall 2010, p. 128
8. ↑  Goodall 2010, pp. 128–129
9. 1 2  Bradshaw, G. A. . Yale University Press. 2009: 40. ISBN 9780300154917.
10. 1 2  Morris, p. 290
11. ↑  .   [2016-09-02]. （原始内容存档于2021-05-13）.

## 进阶阅读
- Goodall, Jane. . Belknap Press of Harvard University Press. 1986. ISBN 9780674116498.